# John Gilling
John Gilling, född 1912 i England, död 1984 Madrid i Spanien, var en brittisk filmregissör och manusförfattare. Han var främst känd för sina skräckfilmer, många producerade av Hammer Film Productions.

## Filmografi

### Regi
- 3 Steps to the Gallows (1953)
- Escape by Night (1953)
- Three Steps to the Gallows (1954)
- Tiger by the Tail (1955)
- Odongo (1956)
- The Gamma People (1956)
- High Flight (1957)
- Interpol (1957)
- The Man Inside (1958)
- The Bandit of Zhobe (1959)
- The Flesh and the Fiends (1959)
- Fury at Smugglers Bay (1960)
- The Challenge (1960)
- The Pirates of Blood River (1961)
- The Shadow of the Cat (1961)
- The Scarlet Blade (1963)
- The Brigand of Kandahar (1964)
- The Plague of the Zombies (1965)
- The Reptile (1965)
- Mummy's Shroud (1966)
- Reptilen (1966)

### Manus
- 3 Steps to the Gallows (1953)
- Odongo (1956)
- The Bandit of Zhobe (1959)
- Killers of Kilimanjaro (1960)
- The Gorgon (1964)
- The Secret of Blood Island (1964)

## Översättning
Den här artikeln är helt eller delvis baserad på material från engelskspråkiga Wikipedia, tidigare version.